# Kebun Raya Bogor
Der Botanische Garten von Bogor (indonesisch Kebun Raya Bogor, sundanesisch und javanisch Kebon Raya Bogor) befindet sich 60 Kilometer südlich der Hauptstadt Jakarta in Bogor, Indonesien. Der Botanische Garten befindet sich im Zentrum der Stadt und grenzt an den Istana Bogor (Präsidentenpalast). Die Gärten sind über 80 Hektar groß und wurden vom niederländischen General-Gouverneur von Java Gustaaf Willem Baron van Imhoff angelegt.

## Geschichte

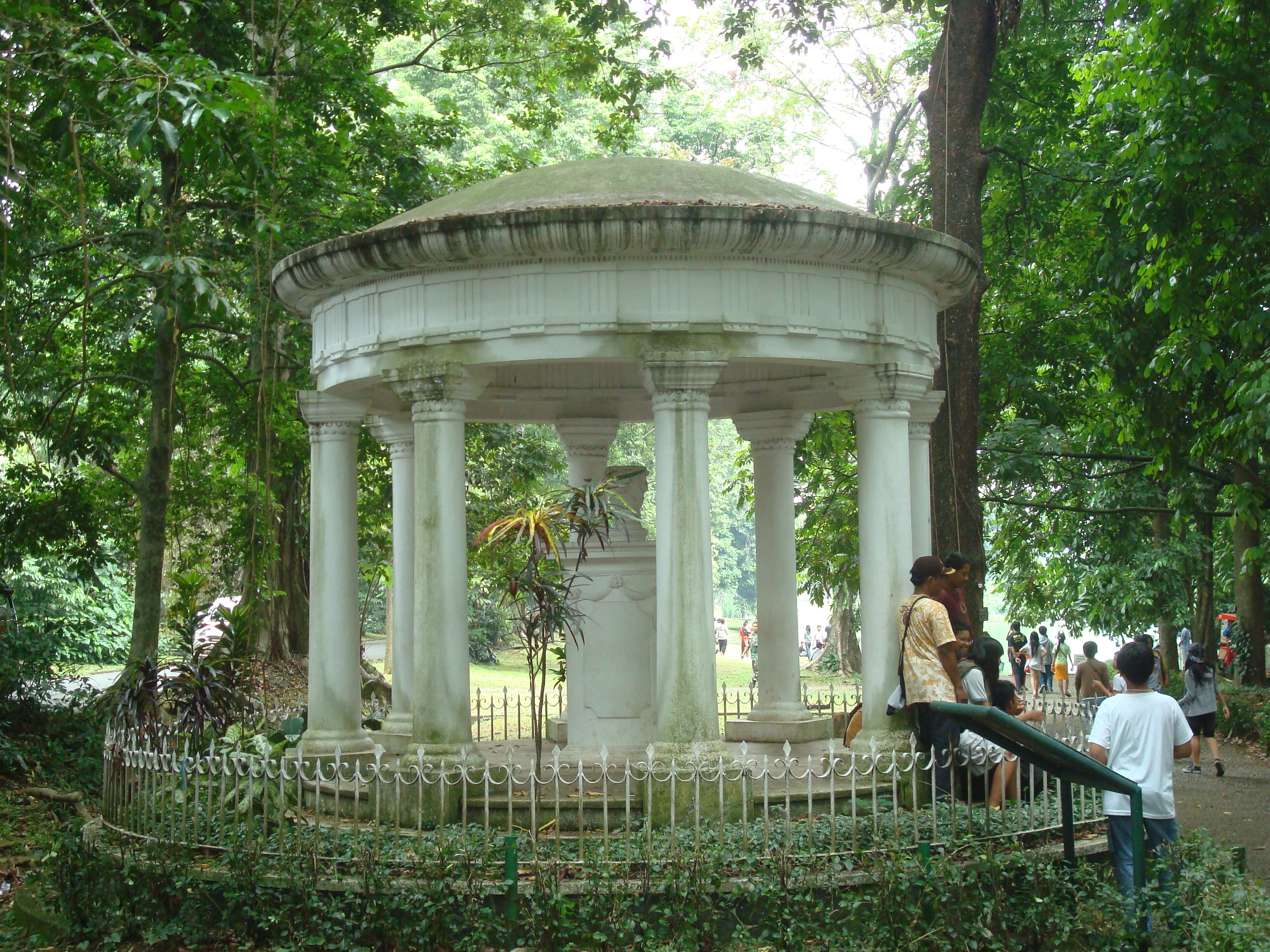
Memorial für Olivia Mariamne Raffles, Gattin von Thomas Stamford Raffles, im Eingangsbereich des Botanischen Gartens

Das weitläufige Gelände des Präsidentenpalastes wurde vom deutsch-niederländischen Botaniker Professor Caspar Georg Carl Reinwardt (1773–1854) umgewandelt. Die Gärten wurden am 18. Mai 1817 offiziell als Lands Plantentuin („Botanischer Garten“) eröffnet und verwendet, um Forschung und Entwicklung von Pflanzen und Saatgut aus anderen Teilen des Indonesischen Archipels zu betreiben für den Anbau im 19. Jahrhundert. Dies ist eine Tradition, die bis heute fortgesetzt wird und zum Ruf des Gartens als wichtiges Zentrum für  botanische Forschung beiträgt.
Heute gibt es im Garten mehr als 15.000 Arten von Bäumen und Pflanzen. Es gibt 400 Arten von außergewöhnlichen Palmen und der Garten ist ein Refugium für mehr als 50 verschiedene Arten von Vögeln und Schlafplatz für Gruppen von Fledermäusen in den Bäumen. Die Fledermäuse können leicht durch den Lärm, den sie im Wettbewerb um Raum unter dem Kronendach machen, erkannt werden. Die Garten beherbergt weiter etwa 3000 Sorten von Orchideen. Ein Höhepunkt ist die Titanenwurz (Amorphophallus titanum), ein Aronstabgewächs mit einem über zwei Meter hohen Blütenstand. Im Jahre 1862 wurden eine Außenstelle in Cibodas etwa 45 Kilometer südöstlich von Bogor gegründet. Der Park ist heute einer von insgesamt vier indonesischen Botanischen Gärten.
In der Anlage befinden sich die Gräber der Zoologen Heinrich Kuhl (1797–1821), Johan Coenraad van Hasselt (1797–1823) und Heinrich Boie (1794–1827).
Angrenzend befindet sich der Istana Bogor, ein heute vom indonesischen Präsidenten genutzter Palast, der auf die holländische Kolonialzeit und das Jahr 1744 zurück datiert.

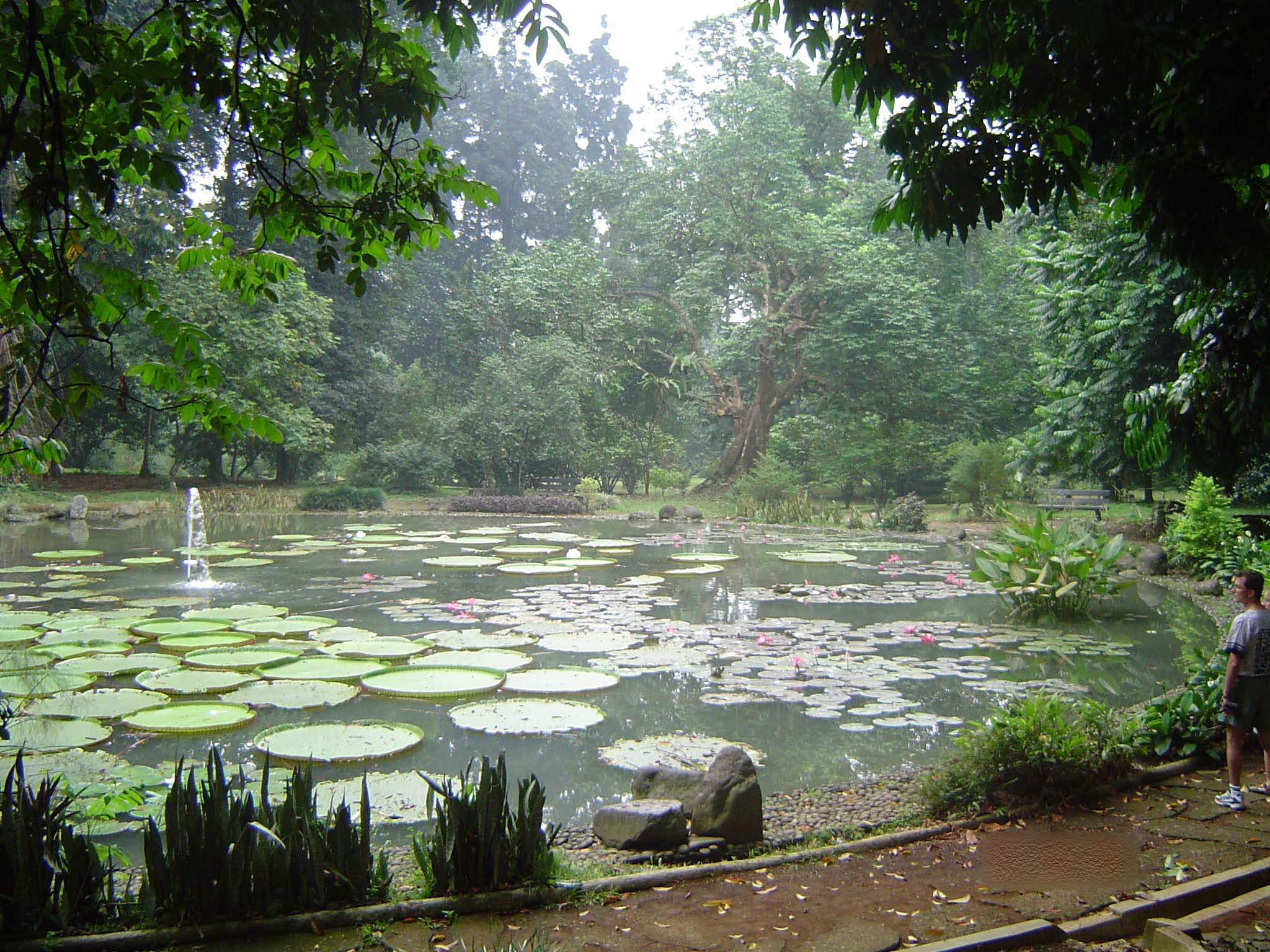
Seerosenteich im Botanischen Garten

## Leiter des Gartens

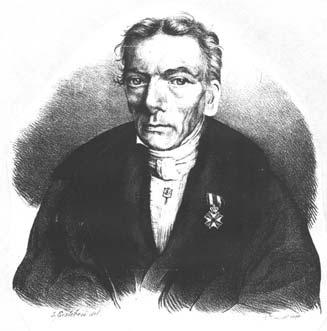
Kaspar Georg Karl Reinwardt

- 1817–1822: Caspar Georg Carl Reinwardt (1773–1854)
- 1823–1826: Carl Ludwig Blume (1796–1862)
- 1830–1869: Johannes Elias Teijsmann (1808–1882)
- 1869–1880: Rudolph Herman Carel Christiaan Scheffer (1844–1880)
- 1880–1910: Melchior Treub (1851–1910)
- 1910–1918: Jacob Christiaan Koningsberger (1867–1951)
- 1918–1932: Willem Marius Docters van Leeuwen (1880–1960)
- 1932–1939: Karel Willem Dammerman (1885–1951)
- 1939–1940: Lourens Gerhard Marinus Baas Becking
- 1940–1941: Taco Hajo van den Honert (1940–1942)
- 1941–1943: Dirk Fok van Slooten
- 1943–1945: Takenosin Nakai (1882–1952)
- 1946–1948: Lourens Gerhard Marinus Baas Becking
- 1948–1949: Dirk Fok van Slooten (1891–1953)
- 1949–1959: Kusnoto Setyodiwirjo
- 1959–1969: Soedjana Kassan
- 1969–1981: Didin Sastrapradja
- 1981–1983: Made in Sri Prana
- 1983–1987: USEP Sutisna
- 1987–1990: Sampurno Kadarsan
- 1990–1997: Suhirman
- 1997–2002: Dedi Darnaedi
- 2002–2008: Irawati
- 2008–2013: Mustaid Siregar
- 2013–2019: Didik Widyatmoko
- seit 2019: R. Hendrian

## Panoramabilder des Gartens

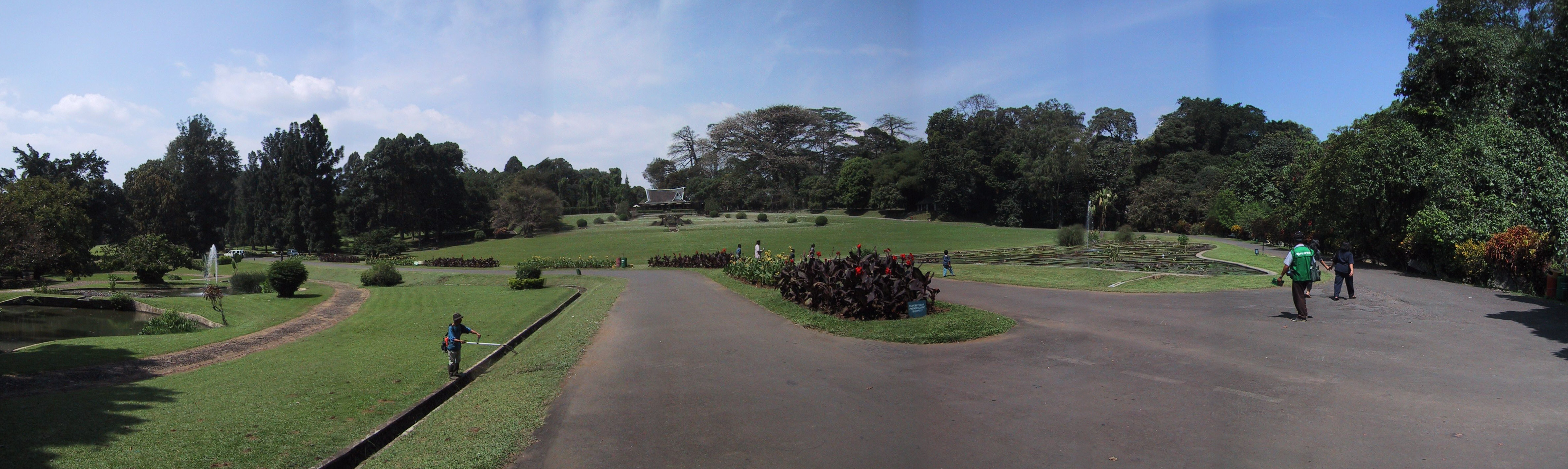
Kebun Raya Bogor

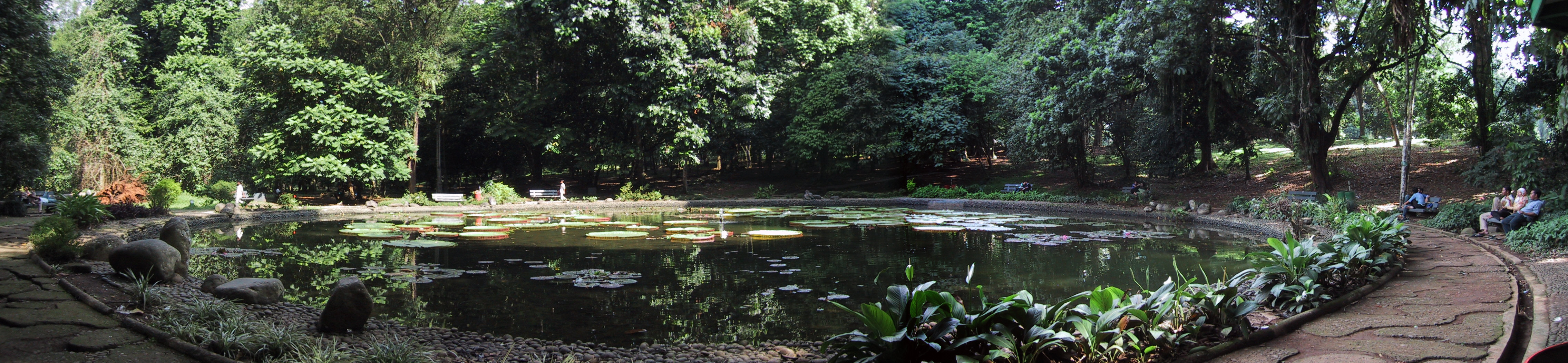
Teich im Kebun Raya